# Grey/Māwheranui
A Grey/Māwheranui folyó Új-Zéland Déli-szigetének nyugati részén, a West Coast régió területén folyik 120 kilométer hosszan a Déli-Alpok nyugati lejtőin a Tasman-tengerbe. A Lewis-hágótól 12 kilométerre délnyugatra ered a kis Christabel-tóból, az itt található számos kis tó egyikéből. Torkolata a róla elnevezett Greymouth városban található. Thomas Brunner, a térséget az 1940-es években az európaiak számára feltáró utazó nevezte el Sir George Grey új-zélandi kormányzóról. 1998-ban a maorikkal történt megegyezést szentesítő törvény, Ngāi Tahu Claims Settlement Act 1998 a folyó hivatalos nevét Grey River/Māwheranui formára változtatta.
A folyónak számos kisebb mellékvize van, ezek közül több hasonlóképpen a hegyi tavakból ered. Említésre méltó közülük az Ahaura és az Arnold folyó, mely utóbbi a Déli-sziget legnagyobb tavának, a Brunner-tónak a kifolyása.
Hasonlóan más új-zélandi folyókhoz, különösen a Déli-sziget nyugati oldalán, a Grey folyó hordalékából a tengeri hullámverés a torkolat előtt veszélyes homokpadokat hoz létre, amik komolyan akadályozzák a hajózást.
A városi szennyvíz sokáig kezeletlenül ömlött a folyóba. A víztisztító berendezések elkészülte után is előfordul a nagy tavaszi esőzések idején, hogy a szennyvíz közvetlenül a folyóba jut.

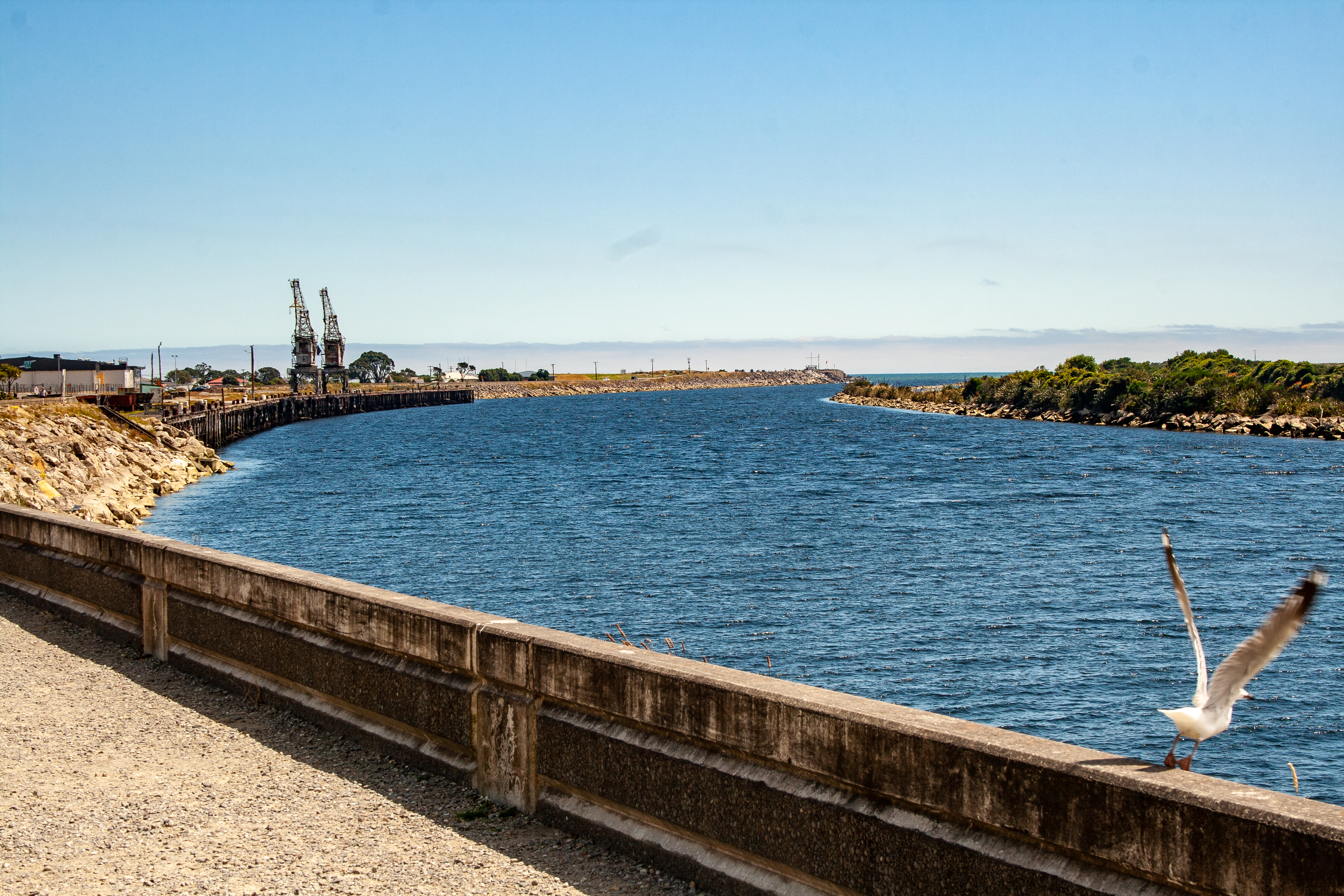
A folyó torkolata Greymouth városában
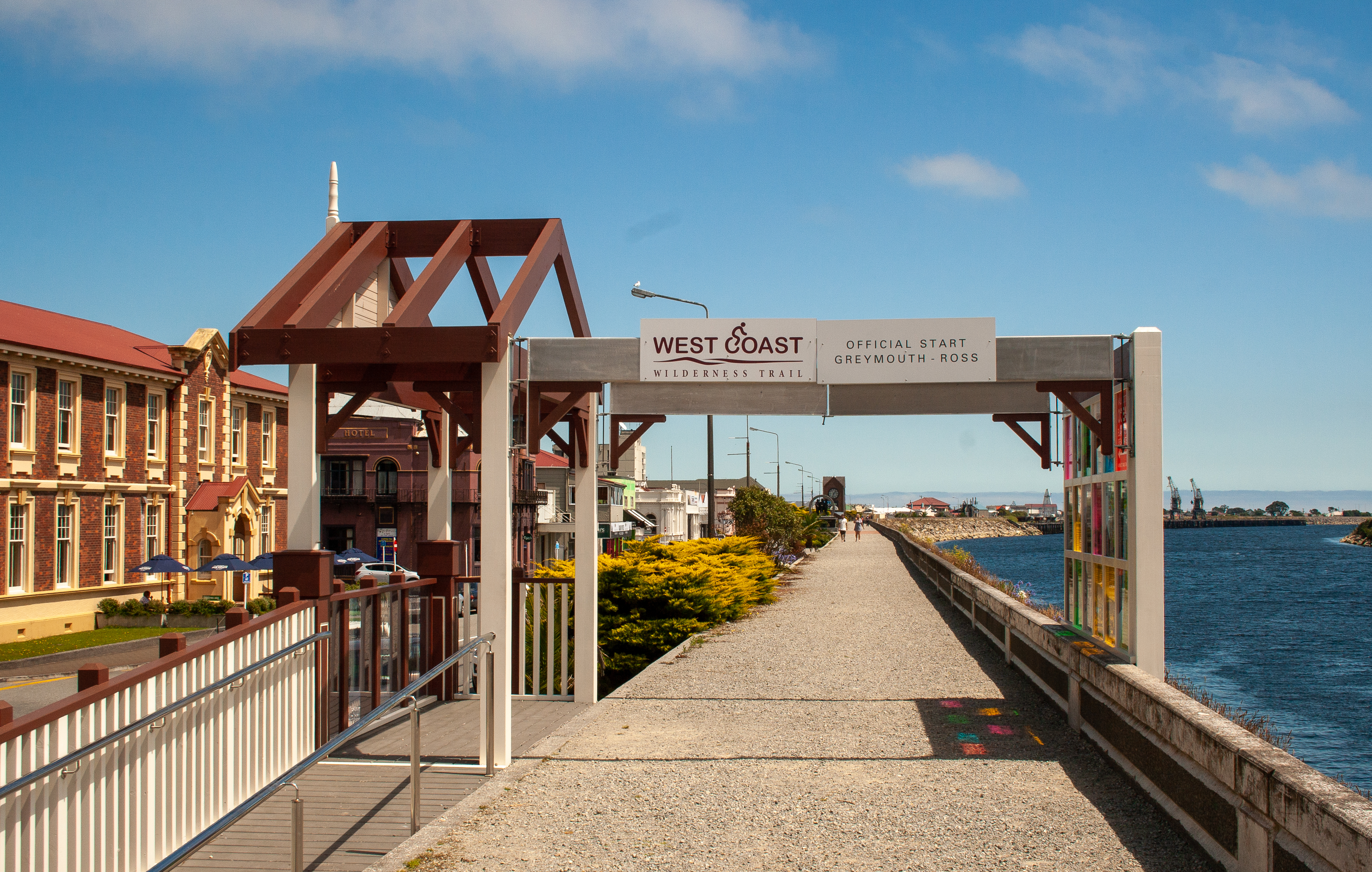
Árvízvédelmi gát, sétány; túraútvonal kezdőpontja
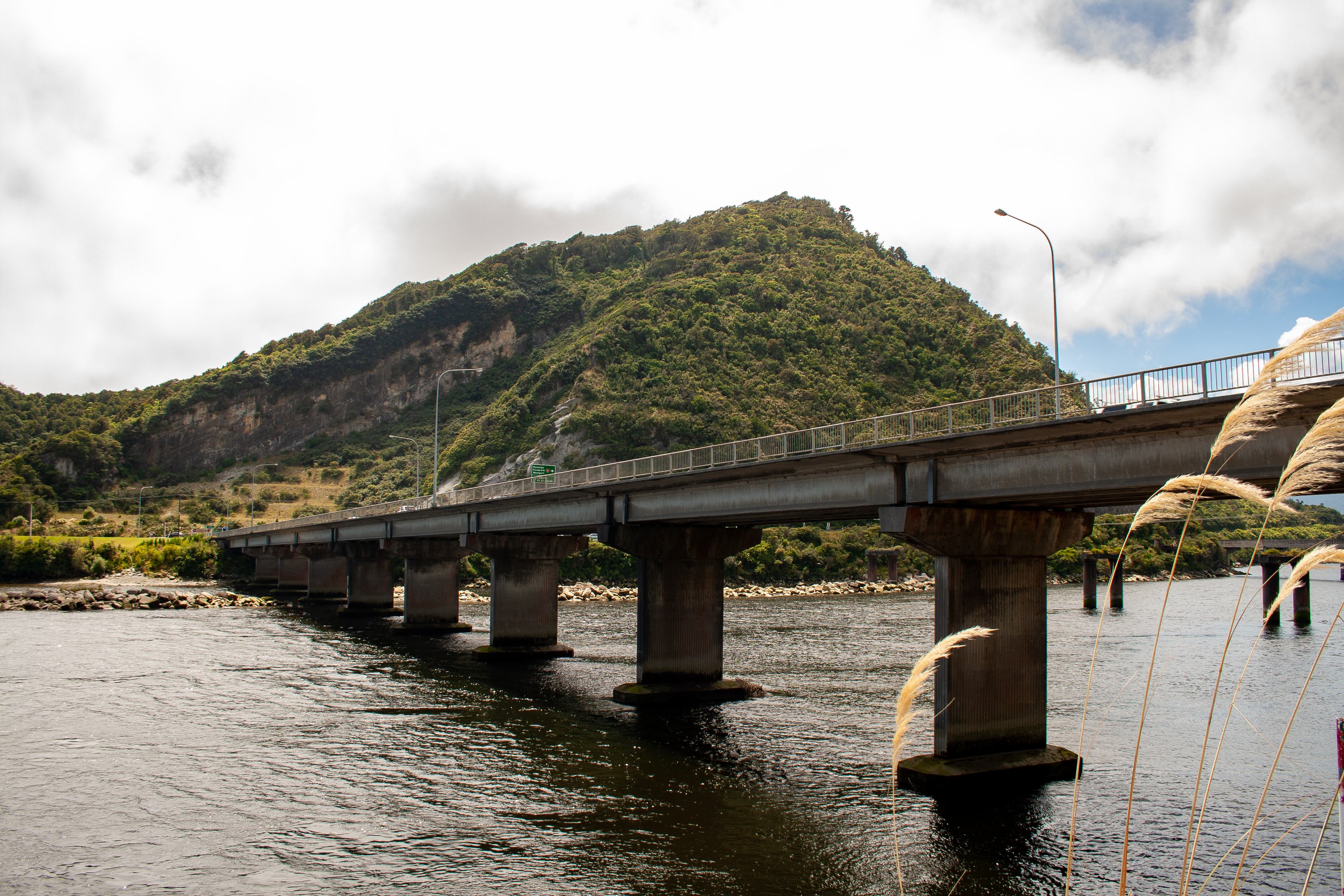
Híd a Grey folyó felett Greymouthban

## Fordítás
- Ez a szócikk részben vagy egészben  a   Grey River című angol Wikipédia-szócikk ezen változatának fordításán alapul.  Az eredeti cikk szerkesztőit annak laptörténete sorolja fel. Ez a jelzés csupán a megfogalmazás eredetét és a szerzői jogokat jelzi, nem szolgál a cikkben szereplő információk forrásmegjelöléseként.